# Diego de Zúñiga y Benavides
Diego de Zúñiga y Benavides nació en Salamanca por el año de 1525 y falleció en 1577, noble español de la Casa de Zúñiga, IV señor de Flores de Ávila, regidor  perpetuo de Salamanca, corregidor de Toledo, comendador de Almendralejo en la Orden de Santiago, embajador de España en Francia en tiempos del rey Felipe II.

## Filiación
Hijo de Pedro de Zúñiga y Velázquez de Castro, III señor de Flores de Ávila, y de su esposa Catalina Nieto de Benavides, hija de Fernando Nieto de Benavides y de su esposa Catalina de Noceda. Diego se casó con Antonia Cabeza de Vaca, hija de Luis Fernández Cabeza de Vaca, V señor de Arenillas, y de su esposa Catalina de Ávila. Su primogénito Pedro de Zúñiga Cabeza de Vaca, I marqués de Flores Dávila, fue embajador en Inglaterra del 1605 al 1609, su hija Catalina de Zúñiga Cabeza de Vaca, II marquesa de Flores Dávila, casada con Bernardo Ramírez de Vargas y Mendoza, fue sucesora en el señorío y marquesado de Flores Dávila.

## Regidor de Salamanca, Corregidor de Toledo
Diego siguiendo la tradición de su casa fue regidor perpetuo de Salamanca, corregidor de Toledo y por real cédula de Felipe II de 12 de enero de 1576 comendador de Almendralejo en la Orden de Santiago.

## Embajador de España en Francia

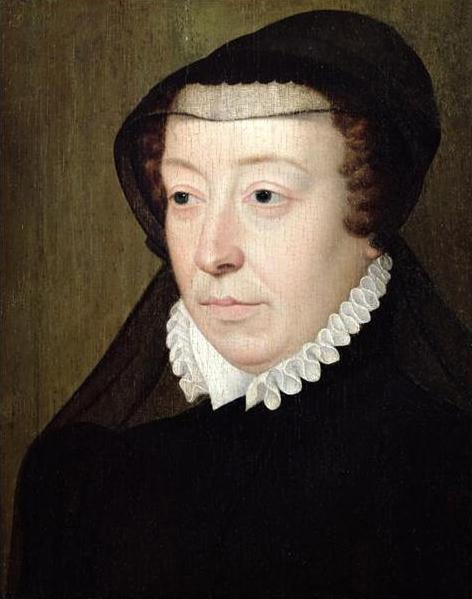
La reina Catalina de Medici.

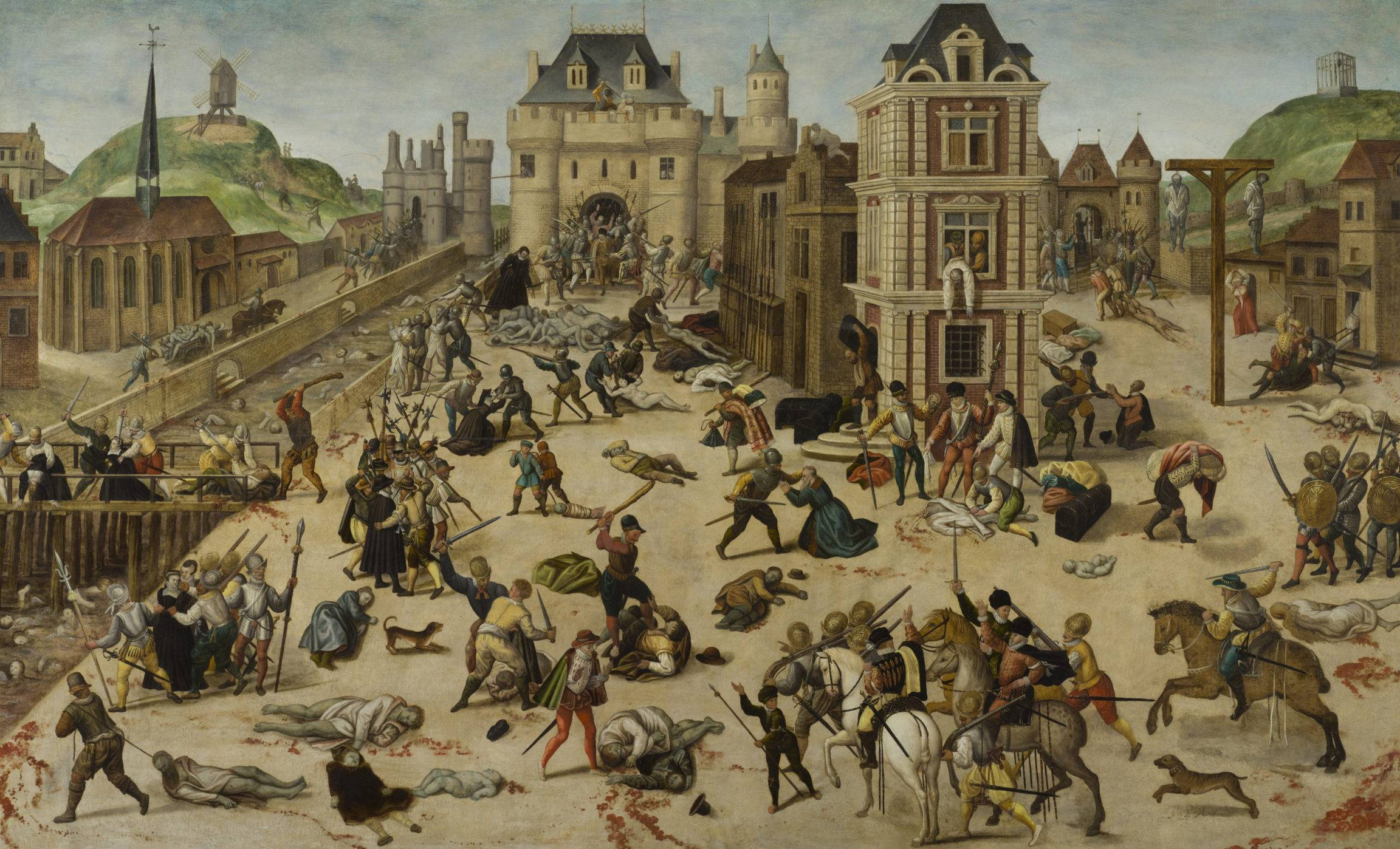
La Matanza de San Bartolomé.

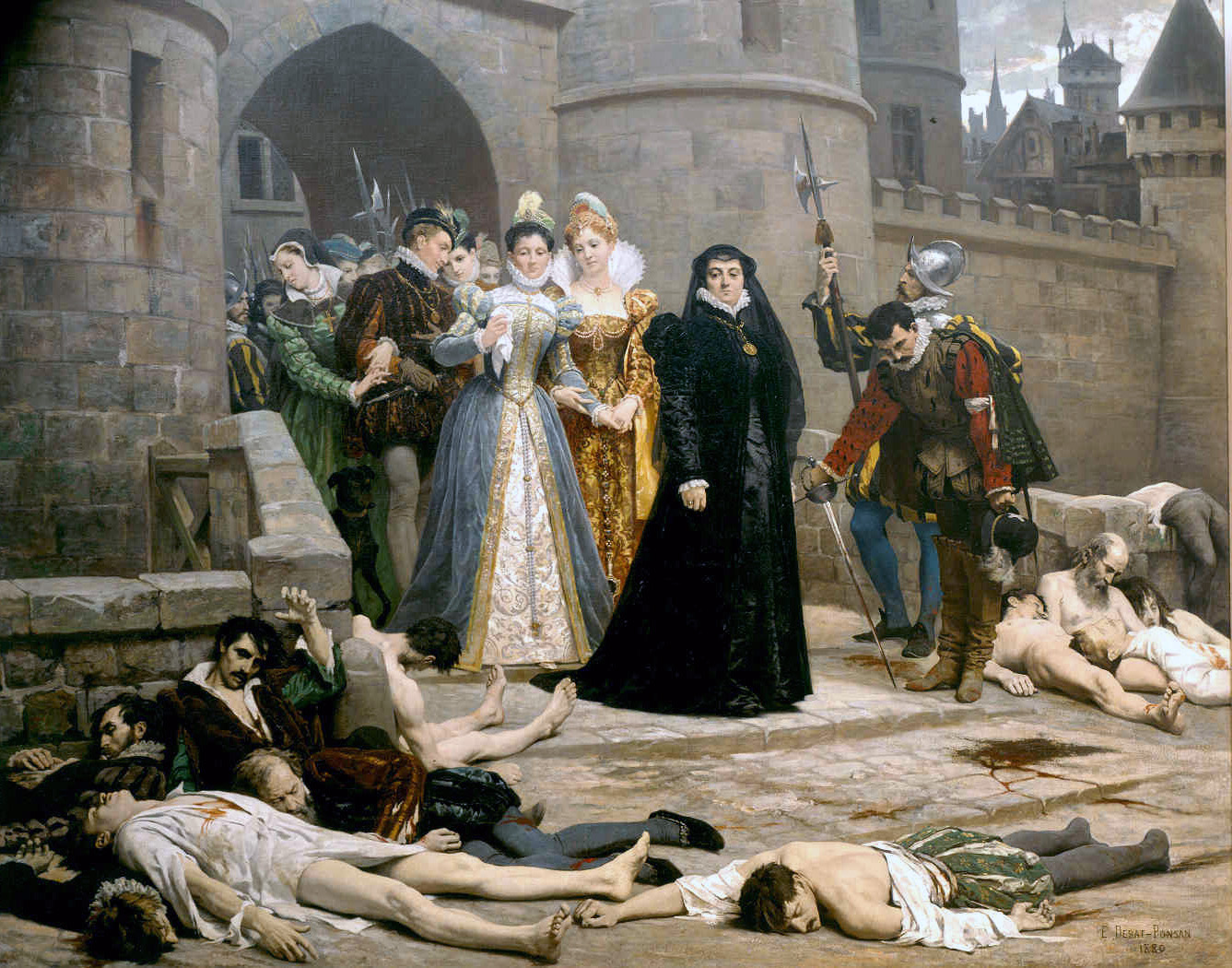
La reina Catalina de Medici a las puertas del Louvre en la mañana del 24 de agosto.

El rey Felipe II de España nombró en 1572 a Diego de Zúñiga embajador de España en Francia. La intricada política francesa exigía extraordinarias dotes para el desarrollo de la política española en Francia, regida por la astuta reina madre Catalina de Médici y por su hijo Carlos IX de Francia, por lo que Felipe II lo escogió como su embajador en Francia.
Diego informa a finales de marzo de 1572 a Juan de Zúñiga y Requeséns, embajador de España en Roma, que la liga entre el rey de Francia, la reina de Inglaterra y los príncipes protestantes alemanes de Palatino, Sajonia y Landgrave, así como los tres cantones herejes de Suiza tienen la intención de juntar un ejército grueso para amenazar a la Santa Liga.
Diego informa al rey Felipe II sobre el acuerdo del matrimonio de la princesa Margarita de Valois con Enrique de Borbón, rey de Navarra y jefe de los hugonotes, firmado el 11 de abril de 1572. Diego le informa también, que Inglaterra y Francia habían firmado una alianza de ofensiva y defensiva el 29 de abril de 1572. Le informa sobra la preparación de un ejército en la Picardía, escuadras en La Rochela y en Burdeos, que el rey Carlos IX ofrecía ayuda de sus ejércitos a Guillermo de Orange y Luis de Nassau, para su lucha en Flandes contra España, que también Carlos IX había enviado a Constantinopla al obispo de Aix, hugonote empedernido, para solicitar la paz von Venecia y aislar España en el Mediterráneo.
Diego informa al Rey Felipe II en junio de 1572 sobre la Conjura contra España dirigida por la reina Catalina de Medici, el rey Carlos IX y su ministro Gaspard de Coligny, jefe de los protestantes hugonotes. Diego afirmaba en sus informes al rey Felipe II, que la presencia de Gaspard de Coligny,  al lado del rey Carlos IX constituía ante todo un freno a la guerra abierta en los Países Bajos. Según su opinión la Corona francesa no se «quitaría la máscara» y continuaría practicando una guerra encubierta a fin de no reforzar la influencia de Gaspard de Coligny como cabeza de las tropas reales. Felipe II le escribe, que será preciso disimular y no quitarse la máscara mientras no se la quiten ellos.
Diego por carta del 27 de junio de 1572 a Fernando Álvarez de Toledo y Pimentel, III duque de Alba de Tormes, gobernador de los Países Bajos, le informa que tuvo lugar una reunión del Consejo del Rey para discutir,  si se rompen las relaciones con España. No se tomó decisión, pero esto no tiene gran significado, la tomarán cuando llegue la oportunidad. Diego por carta de 27 de junio informa a Felipe II, que anteayer tuvieron aquí un gran consejo, si rompían con España o no, y en fin no se resolvieron. Si vieran la ocasión la tomarán y no hay sino estar con la espada en la mano. En Mézières tienen trece compañías, en la Picardía juntan gente, todo a cencerros tapados. También le informa que una tropa de hugonotes salió para ayuda hacia Flandes y le avisa los pasos de varios cuerpos de tropas.
Por carta del 27 de junio al duque de Alba, le advierte que los franceses están reclutando tres compañías de caballería ligera en la Provence, están fortificando de prisa Marsella y que las tropas francesas han sido enviadas al Piamonte. Diego le envía una noticia urgente, informándolo que los franceses han encontrado un método para recobrar las posiciones ocupadas por las tropas españolas en el Piamonte. La noticia fue desgraciadamente percibida en Génova.
Por carta del 17 de julio de 1572 al duque de Alba, le informa que ha llegado a París el agente francés en Constantinopla y se dice, que trajo de vuelta 2 millones en oro. Pero esto no es cierto y nadie sabe cuál es el motivo. Pienso que será enviado de regreso a la Turquía. Se comenta que los venecianos han firmado una paz con el turco. Estos rumores los deniega enérgicamente el embajador veneciano. Venecia firmó el tratado de paz con el Turco el 7 de mayo de 1573.
La reina Catarina por una carta ficticia de su embajador ante la Santa Sede, difunde la noticia de tener la dispensa del papa para el matrimonio de la princesa Margarita de Valois con Enrique de Borbón. El matrimonio lo bendijo el cardenal Carlos de Borbón, tío del novio, el 18 de agosto de 1572  en París,  con motivo por lo que se celebraron grandiosas festividades, a las que participaron  católicos y protestantes hugonotes. Diego informa a Felipe II sobre lo ocurrido en París en la noche del 23 al 24 de agosto. Trágicos hechos conocidos como la Matanza de San Bartolomé, en los que fueron asesinados el jefe de los protestantes hugonotes, el almirante Gaspard de Coligny, así como otras personalidades protestantes. También le informa, que la reina Catalina y su hijo el rey Carlos IX son los responsables, pero que la muerte de tantos protestantes no fue parte de sus planes.
Felipe II celebró en San Jerónimo las noticias recibidas y escribe el 18 de septiembre de 1572 a Diego, su embajador en París, "tuve uno de los mayores contentamientos que he recibido en mi vida y el mismo recibiré de que me vayáis escribiendo lo que más sucediere y señaladamente lo que se hace en las otras villas y partes de ese reino, que si no se ejecuta como hoy, será echar el sello al negocio".
Felipe II por carta de 25 de septiembre a Diego, en la que adjunta una para el rey Carlos IX, le informa que envía 500 mil ducados en barras de oro y plata al duque de Alba, gobernador de los Países Bajos, a través de Francia, dada la inseguridad de la ruta por el canal. El dinero servirá para derrotar a esos rebeldes míos, que también son los del rey Carlos IX. Por carta de 26 de septiembre  Felipe II le escribe, que no es mala idea poner a Inglaterra contra Francia, téngalo bien. Pero de ningún modo trataré de aliarme con Inglaterra. Quiero que los príncipes cristianos se alíen contra Inglaterra.
Diego escribe a principios de 1573 a Felipe II sobre los acontecimientos en los Países Bajos, aunque todos conocen la maldad que los franceses hacen contra Dios y VM, en quererle inquietar sus estados en tal coyuntura y entienden que todo lo de  Flandes ha sido fomentado por ellos, no hay ninguno que le parezca que basta esto para faltar a lo que está jurado y capitulado y todos concurren en que para poner freno a franceses y desavenidos con el Turco, importaba mucho proseguir la jornada de Levante.
A fines de 1574 el sultán envió de Constantinopla a dos agentes especiales con cartas destinadas a los moriscos de Granada y a los luteranos de Flandes, instándolos a cooperar entre ellos para lograr la ruina de Felipe II y prometiendo considerable ayuda de Constantinopla y de Argelia  en el proyecto.
Los embajadores y hombres de estado no sólo se preocupan de asuntos graves, sino también de su correspondencia. Luis de Requesens y Zúñiga, gobernador y capitán general de los Países Bajos, escribe a Diego de Zúñiga  el 24 de febrero de 1575: no sé cómo a VM le va con la correspondencia de España, Yo no he tenido noticias del rey referentes a los asuntos de los Países Bajos desde el último 20 de noviembre. El servicio de SM sufre por ello.
El 30 de octubre de 1576 tuvo Diego de Zúñiga una entrevista en París con Juan de Austria (hermanastro del rey Felipe II) recién nombrado gobernador de los Países Bajos, en la que lo informa sobre el estado de las cosas en Flandes.
Diego por carta de 1.º de diciembre de 1576 al rey Felipe II le propone señalar las demandas francesas (enfriar las demandas como hoy se dice) en un tercio del dinero en tránsito. A consecuencia de ello, Felipe II y su consejeros examinaron la posibilidad de usar la ruta de Nantes, donde se podría usar el crédito sólido del comerciante español Andrés Ruiz, como eje para las transferencias por la Normandía y por Francia para Flandes.
Diego de Zúñiga revela en sus informes al rey Felipe II veracidad y conocimiento de la política francesa y de sus actores.
| Predecesor: Francés de Álava y Beaumont | Embajador de España en Francia 1572 - 1576 | Sucesor: Juan de Vargas Mejía |